# ژولیانا کابرال

ژولیانا کابرال در سال ۲۰۰۴

ژولیانا کابرال (پرتغالی: Juliana Cabral؛ زادهٔ ۳ اکتبر ۱۹۸۱) بازیکن فوتبال زن اهل برزیل بود.
وی همچنین در تیم ملی فوتبال زنان برزیل بازی کرده‌است.